# Hòa Chính (xã)
Hòa Chính là một xã thuộc huyện Chương Mỹ, thành phố Hà Nội, Việt Nam. Xã Hòa Chính cách trung tâm thành phố Hà Nội khoảng 30 km về phía tây nam. Xã nằm ở cuối huyện Chương Mỹ. Phía bắc giáp xã Đồng Phú, phía đông giáp xã Phú Nam An, phía nam giáp xã Viên An, huyện Ứng Hòa. Phía tây giáp xã Phúc Lâm, huyện Mỹ Đức.

## Hành chính
Xã có 4 thôn:Lưu Xá, Phụ Chính, Lý Nhân và Yên Nhân.(theo thứ tự Tây sang Đông, trụ sở ủy ban nhân dân xã đóng tại thôn Phụ Chinh, trạm Y tế xã, trường học cấp 1, cấp 2 đóng tại thôn Lý Nhân)
Người dân trong xã sinh sống chủ yếu dựa vào nông nghiệp, xã cũng có một làng nghề thủ công truyền thống:Làng nghề mộc thôn Phụ Chính.

## Giao thông
Xã cách huyện lỵ:thị trấn Chúc Sơn 14 km. Từ trung tâm thành phố về xã có tuyến xe buýt số 80:Mỹ Đình -Yên Nghĩa -Chúc Sơn -Ba Thá.(15 phút /01 chuyến).Hiện tại (tháng 5/2012),cầu Hòa Viên đang trong quá trình xây dựng,khi hoàn thành.cầu Hòa Viên sẽ nối liền phố Ba Thá,xã Viên An,huyện Ứng Hòa với thôn Lưu Xá,xã Hòa Chính.

## Đình Yên Nhân
Căn cứ vào thần phả và các tư liệu Hán Nôm còn lưu giữ được ở Đình Yên Nhân thì đình thờ 4 vị là: Dương Phương Lan, vợ Ngô Quyền; Đỗ Lang Vương là vị quan triều nhà Ngô; Mai Gia Minh, tướng của Ngô Quyền hy sinh ở ở Lục Đầu giang và Hồ Thông, người có công dẹp loạn 12 sứ quân thời nhà Đinh.
Thờ Hồ Thông là người văn võ toàn tài, thông minh, trí tuệ được phong làm chỉ huy phó sứ thời vua Đinh Tiên Hoàng. Ông sinh ngày 6 tháng 8 năm âm lịch. Cha là Hồ Minh, mẹ là Nguyễn Thị Thái quê quán ở xã Đồng Lạc huyện Chương Mỹ. Sinh thời ông là người văn võ toàn tài, thông minh, trí tuệ được phong làm chỉ huy phó sứ thời vua Đinh Tiên Hoàng: Ông có công lao rất lớn trong việc đánh dẹp 12 sứ quân, ông mất ngày 2 tháng 12 âm lịch được tặng phong là: "Quảng Hóa hà hải linh thông thiện thánh đại vương".